# Rayon d'Or
'Rayon d'Or' est un cultivar de rosier introduit en 1910 par le rosiériste lyonnais Joseph Pernet-Ducher. Il était classé dans les Pernetiana, il fait partie désormais des hybrides de thé.

## Description
C'est à partir de 1895 que Joseph Pernet-Ducher s'attache à créer un rosier jaune, couleur rare à l'époque pour les roses, l'une des premières étant 'Maréchal Niel' (Pradel 1864). Pernet-Ducher va donc croiser différents semis avec Rosa foetida ' Persiana'. Il obtient d'abord en 1898 'Soleil d'Or' (jaune nuancé de rose/rouge), mais il lui faut attendre 1910 pour obtenir cette rose d'un jaune pur, 'Rayon d'Or', issue de 'Soleil d'Or'.
Son buisson vigoureux donne de grandes fleurs doubles (17-25 pétales) en forme de coupe d'un jaune profond qui pâlit au fur et à mesure de la floraison ; celle-ci est remontante pendant tout l'été et au début de l'automne.
Sa zone de rusticité est de 6b à 9b ; il supporte donc les hivers froids. Il a besoin d'une exposition ensoleillée.
Il est issu de 'Madame Mélanie Soupert' x 'Soleil d'Or'. Il a donné naissance à 'Constance' (Pernet-Ducher 1915) ; 'Feu Joseph Looymans' (Looymans 1921, par croisement avec 'Sunburst') ; 'Mrs Pierre S. duPont' (Mallerin 1929).